# Talübergang Schottwien
Der Talübergang Schottwien führt die Semmering Schnellstraße in Niederösterreich über die tief unter ihm durch den Ort Schottwien verlaufende alte Semmering-Passstraße hinweg.
Der Bau der Semmering Schnellstraße auf einer vollkommen neuen Trasse wurde aufgrund des stetig steigenden Verkehrsaufkommens auf der Semmering-Passstraße unabdingbar. Durch den Bau des Talübergangs konnte die hohe Verkehrsbelastung in Schottwien und Maria Schutz deutlich verringert werden.

## Beschreibung
Der Bauherr, die Autobahnen- und Schnellstraßen-AG (ASAG) hatte wegen des Wallfahrts- und Ausflugsorts Maria Schutz besondere Aufmerksamkeit auf die Gestaltung der Brücke gelegt. Mehrere Varianten wurden untersucht; von der schließlich gewählten Variante wurden Modelle gefertigt, um ihre Einfügung in die Landschaft beurteilen zu können. Der Talübergang Schottwien wurde in den Jahren 1986 bis 1989 nach einem Entwurf von Otto M. Vogler von einer Arbeitsgemeinschaft der österreichischen Unternehmen Strabag und Hofmann & Maculan errichtet.
Die 632,5 m lange und 25 m breite Brücke hat zwei durch eine Betonleitwand getrennte Richtungsfahrbahnen mit je zwei Fahrspuren und einem Pannenstreifen. Sie überquert das Tal in einer Höhe von 130 m. Ihre vier Öffnungen haben Pfeilerachsabstände von 77,75 + 162,5 + 250,0 + 142,25 m. Die mittleren, bis zu 75 m hohen Pfeiler sind Doppelpfeiler im Abstand von 25 m, die Pfeilerachsabstände sind jeweils von der Mitte zwischen den beiden Doppelpfeilern aus gemessen.
Die Bauarbeiten hatten große Hindernisse zu berücksichtigen: Die Baustelle befand sich in einem engen Tal mit steilen Hängen und war mit geologischen Störzonen durchsetzt. Fundamente mussten bis zu 25 m tief betoniert werden. Für die Brücke wurde Beton mit einem hohen Zementanteil von 390 kg pro Kubikmeter verwendet, der während des Mischvorganges mit flüssigem Stickstoff gekühlt wurde. Insgesamt sind 40.000 m³ Beton und 3.000 Tonnen Stahl als Baumaterial publiziert.
Die Pfeiler wurden aus Stahlbeton in Gleitbauweise erstellt, was bedeutet, dass sie jeweils in einem durch hochgezogen wurden und es somit keine Unterbrechung beim Betonieren gab. Sie haben einen Hohlquerschnitt mit den Abmessungen 10,3 × 4,5 m und sind monolithisch mit dem Überbau verbunden.
Der Überbau besteht aus einem rechteckigen, 10,3 m breiten, gevouteten Spannbeton-Hohlkasten, der an den Doppelpfeilern eine Bauhöhe von 12,0 m hat, die bis zur Feldmitte auf 4,2 m abnimmt. Am Pfeiler 1 ist der Hohlkasten 6 m hoch. Die Fahrbahnplatte kragt an beiden Seiten um 7,0 m aus, weshalb sie auch quer vorgespannt ist. Der Überbau wurde im Freivorbau errichtet, d. h., er wurde von den Pfeilern aus in Form eines Waagebalkens auf beiden Seiten in 141 einzelnen Bauschritten symmetrisch hergestellt. Nachdem die Kragarme zusammenbetoniert wurden, bildete der Hohlkasten einen Durchlaufträger, der nur an den Widerlagern beweglich gelagert ist.
Kurz nach der Eröffnung lösten sich kleine Betonteile und fielen ins Tal. Dieser Umstand verhalf dazu, dass sich im Volksmund auch der Ausdruck Bröselbrücke einbürgerte. Die Schäden waren jedoch nur oberflächlich und konnten relativ rasch behoben werden.